# Bob Bondurant
Pour les articles homonymes, voir Bondurant.
Robert Bondurant, dit Bob Bondurant (né le 27 avril 1933 à Evanston (Illinois) et mort le 12 novembre 2021 à Paradise Valley (Arizona)), est un pilote automobile américain qui s'est illustré en Formule 1 et en endurance. Il a couru pour Shelby, la Scuderia Ferrari et Eagle.

## Biographie
Pendant sa jeunesse, Bob Bondurant débute en moto sur Indian sur des circuits ovales. En 1956, à 23 ans, il débute sur quatre roues sur une Morgan puis attire l'attention en remportant (avec 18 victoires en 20 courses) le championnat de la côte Ouest des États-Unis des voitures de production de catégorie B sur une Chevrolet Corvette.
En 1961, il est recruté par Shelly Washburn, distributeur Shelby de Santa Barbara, pour piloter une Corvette C1 de 1959 puis une Corvette C2 de 1963 dans le championnat du Sports Car Club of America. Pendant cette période, il lui arrive de piloter également des Ferrari, Austin Healey, Triumph, Porsche, Ford et autres voitures américaines bricolées.

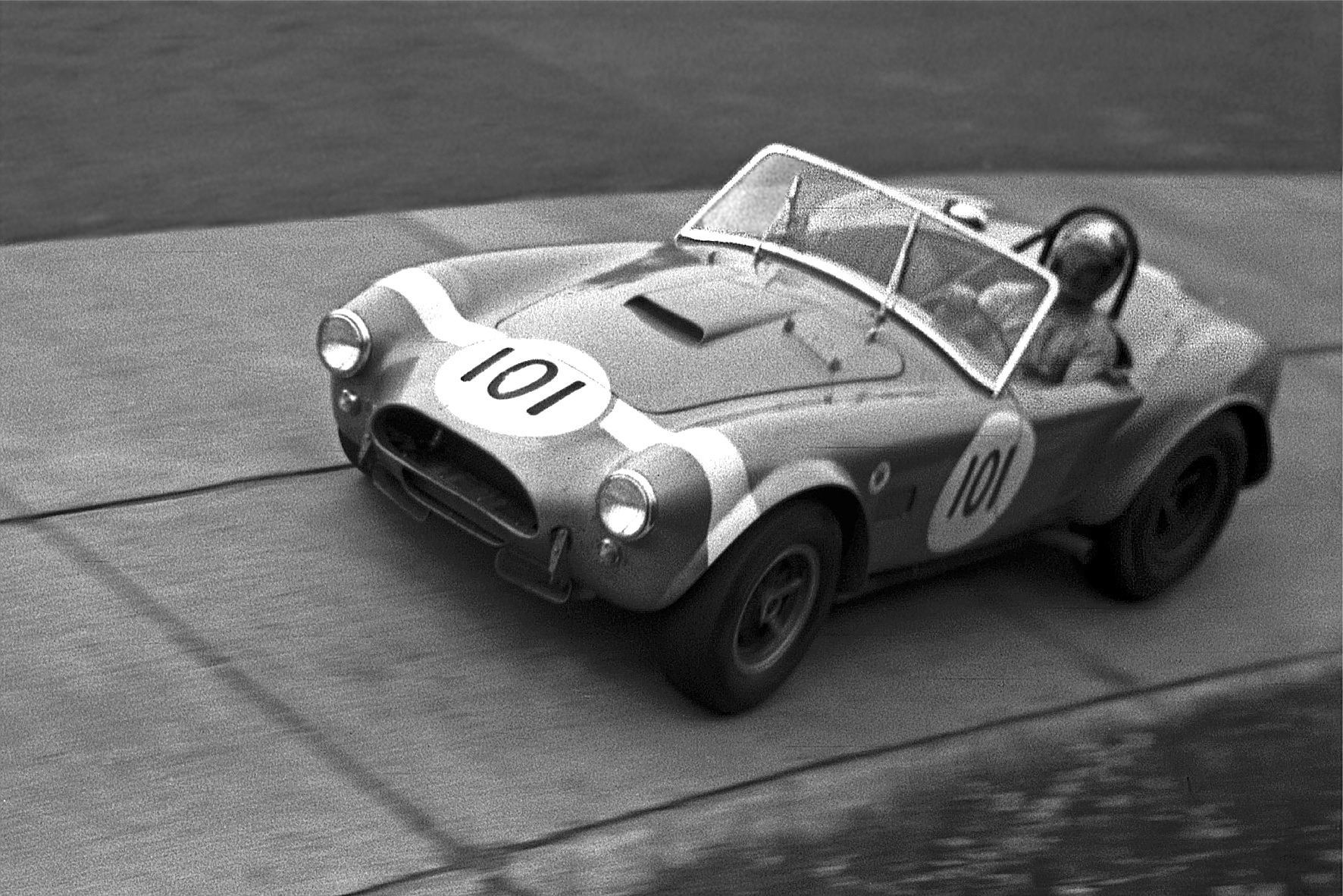
Bondurant sur Cobra au Nürburgring en 1964.

En 1963, il rejoint l'écurie de Carroll Shelby qui engage des AC Cobra. Dès sa première course, il remporte la victoire en Grand Tourisme, au Continental Divide 150 disputé sur le Continental Divide Raceway, dans le Colorado,.
Dès l'année suivante, Bob Bondurant est dépêché en Europe pour participer au championnat du monde des voitures de sport organisé par la FIA. Sur des Cobra de 4,7 l (289 ci), il se présente à la Targa Florio, aux 500 km de Spa, aux 1 000 kilomètres du Nürburgring ainsi qu'aux 24 Heures du Mans où il termine quatrième, remportant la victoire en GT, associé à Dan Gurney.
Bob Bondurant poursuit son engagement en Grand Tourisme avec l'écurie Shelby. Dans le championnat du monde des voitures de sport, il participe à la victoire de Shelby sur la Scuderia Ferrari et ses 250 GTO en catégorie GT de plus de 2,0 litres ; Jo Schlesser remporte avec lui la catégorie GT aux 12 heures de Sebring et aux 12 Heures de Reims. À la fin de la même année, le North American Racing Team, qui engage officiellement les monoplaces Ferrari en Amérique du Nord, l'invite à participer à la manche américaine du championnat du monde de Formule 1,, terminant neuvième[réf. nécessaire]. Il prend ensuite le départ du Grand Prix du Mexique sur une Lotus 33 appartenant à Reg Parnell, mais il abandonne.
Recruté comme consultant technique sur le tournage du film Grand Prix de John Frankenheimer, Bob Bondurant est chargé d'entraîner James Garner, premier rôle du film, au pilotage des monoplaces de Formule 1 dans les séquences de course. En 1966, il poursuit en Formule 1 et commence la saison sur une BRM P261 du Team Chamaco Collect par une quatrième place à Monaco mais ne concrétise pas, abandonnant ou terminant hors des points. Il termine la saison, en Amérique du Nord sur les monoplaces d'Anglo American Racers. Au Grand Prix des États-Unis, son Eagle-Climax ne démarre pas et il est poussé au départ, ce qui lui vaut d'être disqualifié. Au Mexique, le moteur à quatre cylindres en ligne Climax de son Eagle est remplacé par un moteur à douze cylindres en V Weslake ; peu après le tiers de la course, il est trahi par son alimentation et abandonne.

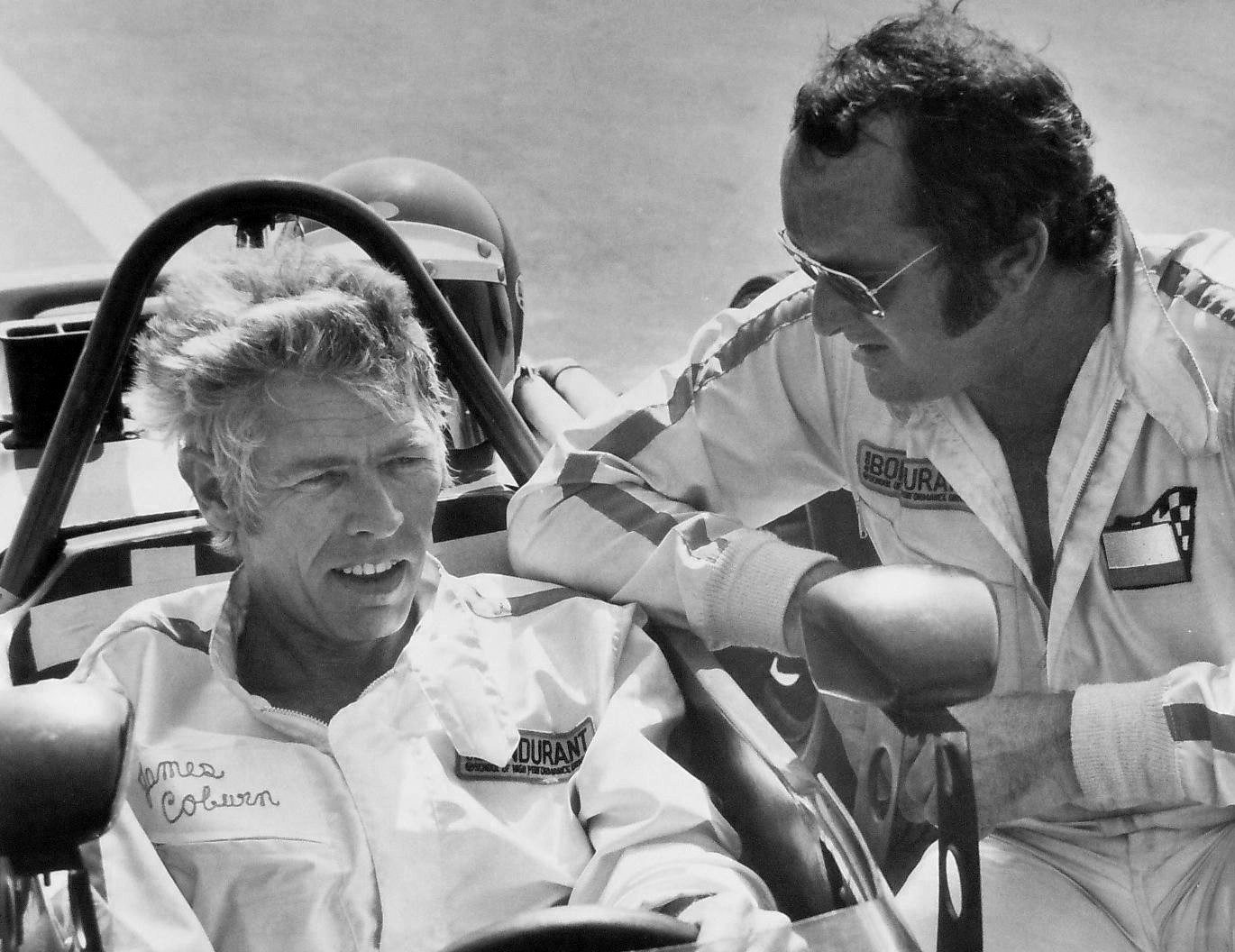
Bob Bondurant enseignant le pilotage à James Coburn en 1972.

En 1967, Bob Bondurant abandonne la Formule 1 et se consacre au championnat CanAm et aux 24 Heures du Mans. Quelque temps plus tard, dans une course à Watkins Glen, il sort de la piste avec sa McLaren à près de 240 km/h et est gravement blessé dans la série de huit tonneaux dont il a été victime. Les médecins lui prédisent qu'il ne marchera plus jamais mais il parvient à recouvrer ses capacités. Pendant sa convalescence, il décide de fonder une école de pilotage de haut niveau, la Bob Bondurant School of High Performance Driving, profitant de l'expérience acquise en la matière pendant le tournage du film Grand Prix. L'école ouvre ses portes en 1968 et acquiert rapidement le soutien officiel de Datsun. Outre James Garner, il enseigne le pilotage à des acteurs tels que Paul Newman, Clint Eastwood, Robert Wagner, James Coburn, Tim Allen, Tom Cruise ou Nicolas Cage.
Revenu à la compétition en 1970 dans le championnat CanAm, Bob Bondurant consacre sa fin de carrière à piloter majoritairement dans des courses d'endurance en Amérique du Nord. En 2003, il est introduit au temple américain de la renommée du sport automobile.
Bob Bondurant fait une apparition dans l'album 13 de la série Michel Vaillant, Concerto pour pilotes[réf. nécessaire].

## Résultats en championnat du monde de Formule 1
| Saison | Écurie                                        | Châssis                      | Moteur                       | Pneus    | GP disputés | Points inscrits | Classement |
| ------ | --------------------------------------------- | ---------------------------- | ---------------------------- | -------- | ----------- | --------------- | ---------- |
| 1965   | North American Racing Team Reg Parnell Racing | Ferrari 158 Lotus 33         | Ferrari V8 Climax V8         | Dunlop   | 2           | 0               | Nc.        |
| 1966   | Team Chamaco Collect Anglo American Racers    | BRM P261 Eagle T1F Eagle T1G | BRM V8 Climax L4 Weslake V12 | Goodyear | 7           | 3               | 14e        |

## Résultats aux 24 heures du Mans
| Année | Équipe                     | Voiture            | Équipiers        | Résultat |
| ----- | -------------------------- | ------------------ | ---------------- | -------- |
| 1964  | Shelby American Inc        | AC Cobra Daytona   | Dan Gurney       | 4e       |
| 1965  | RRC Walker Racing Team     | Ford GT40          | Umberto Maglioli | Abandon  |
| 1966  | North American Racing Team | Ferrari 365 P2     | Masten Gregory   | Abandon  |
| 1967  | Dana Chevrolet Inc         | Chevrolet Corvette | Dick Guldtsrand  | Abandon  |